# 下伊夫基诺
下伊夫基诺（羅馬化：Nizhneivkino）是俄罗斯基洛夫州的市级镇，属库苗内区，位于维亚特卡河流域内伊夫基纳河（Ивкина）畔，地处基洛夫州中部，在区行政中心库苗内西北、州府基洛夫西南方。
该地2021年人口有1,766人；2010年人口2,149；2002年人口2,304；1989年人口3,222。